# Uljana Wiktorowna Denissowa
Uljana Wiktorowna Denissowa (russisch Ульяна Викторовна Денисова; * 11. Januar 1983 in Murmansk) ist eine ehemalige russische Biathletin.
Die Russin Uljana Denissowa war eine sehr erfolgreiche Juniorensportlerin. Ihre erste internationale Medaille gewann sie mit Staffelbronze bei den Junioreneuropameisterschaften 2002 in Kontiolahti. Bei ihren ersten Juniorenweltmeisterschaften im selben Jahr in Ridnaun ging sie noch leer aus. 2003 brachte in Forni Avoltr EM-Gold mit der Staffel, Bronze in der Verfolgung sowie gute Platzierungen in Sprint (Vierte) und Einzel (Fünfte). Auch in Kościelisko bei der WM gewann sie Staffelgold und wurde Sechste im Einzel und Vierte im Sprint. Im folgenden Jahr gewann sie bei der EM in Minsk Gold im Sprint und Bronze in der Verfolgung sowie Staffelsilber und Bronze in Einzel und in der Verfolgung bei der Junioren-WM in Haute-Maurienne.
Nach ihrer letzten erfolgreichen Junioren-WM-Teilnahme durfte Denissowa 2004 ihr Debüt bei der letzten Weltcupstation des Jahres, dem Holmenkollen in Oslo geben. Sie wurde dort 78. im Sprint. 2005 wurde sie in weiteren acht Weltcuprennen eingesetzt und konnte zwei Mal Weltcuppunkte sammeln. Nach einem 21. Platz im Sprint von Pokljuka und dem 19. Platz in der Verfolgung war der 18. Platz im Sprint von Hochfilzen im Januar 2008 für lange Zeit bestes Weltcupergebnis. 2007 gewann sie bei der Universiade in Turin mit der Staffel Bronze, wurde Sechste im Sprint, Fünfte der Verfolgung und 13. im Massenstartrennen. Zudem wurde sie im 10-Kilometer-Freistilrennen der Militär-Skiweltmeisterschaft 2007 in Haanja 16. Zunächst letztes Großereignis wurden die Biathlon-Europameisterschaften 2008 in Nové Město na Moravě, bei denen sie Fünfte im Sprint, Achte der Verfolgung und mit Olga Medwedzewa, Jana Romanowa und Natalja Sokolowa Vierte mit der Staffel Russlands. Es dauerte bis 2010, dass Denissowa wieder zu internationalen Einsätzen kam. Ihre Rückkehr in den IBU-Cup in Beitostølen war herausragend. Das erste Sprintrennen der Saison gewann sie, beim zweiten wurde sie Dritte. Im weiteren Saisonverlauf kam die Russin in Presque Isle auch wieder zu Weltcupeinsätzen. Mit 16. Plätzen in Sprint und Verfolgung erreichte sie in Maine ihre besten Ergebnisse in der höchsten Rennserie.

## Biathlon-Weltcup-Platzierungen
Die Tabelle zeigt alle Platzierungen (je nach Austragungsjahr einschließlich Olympische Spiele und Weltmeisterschaften).
- 1.–3. Platz: Anzahl der Podiumsplatzierungen
- Top 10: Anzahl der Platzierungen unter den ersten zehn (einschließlich Podium)
- Punkteränge: Anzahl der Platzierungen innerhalb der Punkteränge (einschließlich Podium und Top 10)
- Starts: Anzahl gelaufener Rennen in der jeweiligen Disziplin

| Platzierung                      | Einzel | Sprint | Verfolgung | Massenstart | Staffel | Gesamt |
| -------------------------------- | ------ | ------ | ---------- | ----------- | ------- | ------ |
| 1. Platz                         |        |        |            |             |         |        |
| 2. Platz                         |        |        |            |             |         |        |
| 3. Platz                         |        |        |            |             |         |        |
| Top 10                           |        |        |            |             |         |        |
| Punkteränge                      |        | 2      | 2          |             |         | 4      |
| Starts                           | 1      | 8      | 5          |             |         | 14     |
| Stand: nach der Saison 2009/2010 |        |        |            |             |         |        |